# 무라카미 에츠야
무라카미 에츠야(일본어: 村上 悦也, 1984년 11월 3일 ~ )는 일본의 배우이다.

## 출연작

### TV 드라마
- 1998년 ~ 1999년 철완탐정 로보타크 - 유키야나기 카케루